# Asfixiados (película de 2023)
Asfixiados es una película de comedia dramática argentina de 2023 dirigida por Luciano Podcaminsky.

## Sinopsis
Una pareja que lleva veinte años casada decide hacer un viaje en altamar para reavivar la pasión, acompañados por un amigo y su nueva novia. Durante la travesía, se desata una tormenta y el velero en el que viajaban queda a la deriva.

## Elenco
- Leonardo Sbaraglia como Nacho
- Julieta Díaz como Lucía
- Marco Antonio Caponi como Ramiro
- Zoe Hochbaum como Cleo
- Sofía Masri como Camila
- Natalia Oreiro como ella misma

## Premios y nominaciones
| Lista de premios y nominaciones | Lista de premios y nominaciones        | Lista de premios y nominaciones   | Lista de premios y nominaciones | Lista de premios y nominaciones | Lista de premios y nominaciones |
| Año                             | Organización                           | Categoría                         | Nominado/a(s)                   | Resultado                       | Ref(s)                          |
| ------------------------------- | -------------------------------------- | --------------------------------- | ------------------------------- | ------------------------------- | ------------------------------- |
| 2024                            | Premios Martín Fierro de Cine y Series | Mejor actor de reparto de comedia | Marco Antonio Caponi            | Nominado                        | [ 2 ]                           |